# Berlinite
La berlinite est une espèce minérale formée de phosphate anhydre d'aluminium de formule AlPO4.

## Inventeur et étymologie
Décrite par Christian Wilhelm Blomstrand en 1868. Son nom est un hommage à Nils Johan Berlin (1812-1891), professeur de pharmacologie à l'Université de Lund.

## Topotype
- Mine Vestana en Scanie[6] et à Halsjoberg dans le Varmland[5], en Suède.
- Les échantillons types sont déposés : Université de Wroclaw, Wrocław, Pologne, N°II–9574 et à l'Université Harvard, Cambridge, Massachusetts, États-Unis, No 101252.

## Cristallographie
- Paramètres de la maille conventionnelle : a = 4,92 Å, c = 10,91, Z = 3 ; V = 228,71 Å3
- Densité calculée = 2,66
- C'est le seul minéral connu à posséder une structure cristalline identique à celle du quartz.

## Cristallochimie
La berlinite est le chef de file d’un groupe qui porte son nom, contenant des matériaux ayant tous la même structure cristalline.

### Groupe de la berlinite
- Alarsite AlAsO4  P 3121,P 3221 3 2
- Berlinite AlPO4  P 3121,P 3221 3 2
- Rodolicoïte FePO4  R 3121 3 2

La berlinite est également connue pour ses propriétés piézoélectriques.

## Gîtologie
- Minéral rare des filons hydrothermaux à haute température ou métasomatique.
- Parfait dans les grottes après des feux de guano.

### Minéraux associés
- Dans les granites à pegmatites : augélite, attakolite, disthène, pyrophyllite, scorzalite, lazulite, gatumbaïte, burangaïte, amblygonite, phosphosidérite, purpurite, apatite, muscovite, quartz, hématite
- Dans les grottes : alunite, aragonite, colophane, crandallite, francoanellite, gypse, huntite, hydromagnésite, leucophosphite, nesquehonite, nitrocalcite[7]

## Gisements remarquables
- Brésil

Mine de Sapucaia (MineProberil), Sapucaia do Norte, Galiléia,  Minas Gerais
- Espagne

Cap de Creus (Cabo de Creus), Cadaqués, Alt Empordà, Gérone, Catalogne.
- Suède

Mine de fer de Västanå  (Westanå), Näsum, Bromölla, Skåne